# Cartoon Network (Latinoamérica)
Cartoon Network es un canal de televisión por suscripción latinoamericano de origen estadounidense, variante regional del canal original, propiedad de Warner Bros. Discovery y operado por la compañía Warner Bros. Discovery Latin America para toda la región de América Latina. Se divide en tres señales de transmisión masivos (una señal para México, otra en portugués para Brasil y otra señal panregional para el resto de América Latina), todas procedentes de sus oficinas centrales en Atlanta, EUA.Fue lanzada al aire el 30 de abril de 1993. Fuera de América Latina, la oficina de transmisión de América Latina es miembro asociado de la Caribbean Cable Cooperative.
La mayor parte de la programación actual del canal son producciones pertenecientes a Cartoon Network Studios ubicado en los Estados Unidos y otras pertenecientes a "CN Latin America Original Productions", un estudio que como su nombre indica, trae novedades y adaptaciones especializadas para el público residente en Latinoamérica. Desde su lanzamiento, ha combinado los dibujos animados originales con la compañía de series ajenas a su estudio. Su programación está orientada a chicos de 7 a 15 años.

## Historia

### Década de 1990
Cartoon Network comenzó sus transmisiones en América Latina el día 30 de abril de 1993, convirtiéndose así en el primer canal infantil de animación las 24 horas del día en la región. Aunque mucho no se sabe de su primera transmisión en la región, sus inicios fueron similares a su contraparte estadounidense, cuya programación se enfocaba únicamente en las caricaturas clásicas de la filmoteca de Turner Entertainment, compuesta por los estudios Hanna-Barbera, MGM, Warner Bros. y Fleischer Studios.
Su programación y gráficas utilizadas en aquel tiempo eran las mismas de la señal estadounidense, con la diferencia de que entre los años 1993-1996, la señal latinoamericana era apenas una señal espejo del canal estadounidense pero en español, transmitida exclusivamente para la región. No fue sino hasta junio de 1996 que dicha señal se independiza por completo de la señal matriz, y esta empezara a tener programación propia con horarios propios, además de nuevas adquisiciones mundiales para el canal. Su primer intento de producir una serie fue El Show de Moxy, una serie de animación 3D producida por Turner Productions dedicada a Cartoon Network; después lanzaron un bloque de programación llamado "Boomerang", que consistía emitir solamente caricaturas de Hanna-Barbera.
En 1994, comienza a transmitir sus primeras series originales comenzando por Fantasma del Espacio de costa a costa, una reinvención original del superhéroe de Hanna-Barbera, y considerada la primera serie producida por Cartoon Network Studios. Además, fueron incorporándose las nuevas series originales del canal en ese momento, conocidas como Cartoon Cartoons: El laboratorio de Dexter, Johnny Bravo, La vaca y el pollito, Soy la Comadreja, Las Chicas Superpoderosas, Ed, Edd y Eddy, Mike, Lu y Og y Coraje, el perro cobarde, las cuales se convirtieron en las series insignia del canal. Entre estas caricaturas, la que más se destacó fue Las chicas superpoderosas, siendo el más exitoso y que fue el programa más visto principalmente por niñas.
A fines de 1997, a la par del estreno de Johnny Bravo y La vaca y el pollito, se introdujo la interfaz gráfica "Starburst", siendo la menos recordada entre el resto de esta época. Se estrenó también el bloque Hora Acme, destinado a la programación clásica de la cadena, con un enfoque especial a los Looney Tunes.
A partir de enero de 1998, se introdujo progresivamente la interfaz gráfica "Powerhouse", llegando formalmente en agosto o septiembre de ese mismo año, y a su forma más completa en febrero de 2000. También a mediados de dicho año, luego de la fusión entre Warner y Turner, la cadena logra tener acceso a la librería entera de Looney Tunes, en especial los cortos posteriores a 1948. 
Durante este período se estrenaron los bloque de películas CineToon (enero de 1998) y Teatro Cartoon (enero de 1999), y el bloque Votatoon (reemplazando a Super Chunk), en el cual el usuario podía elegir la serie a emitirse en una maratón de tres horas durante los sábados mediante votación por internet entre tres series (en 2006 fue recortado a dos series).
En octubre de 1998, el canal ha lanzado su creación del sitio web oficial, accesible para todo el público latinoamericano. En la página tiene una variedad de ofertas. Se disfruta contenidos donde aparecen los personajes originales de CN, y personajes de series adquiridas que pueden estar en emisión. Hay pestañas de distintas formas de presenciar, como juegos, videos, novedades y la programación de Cartoon Network que varía de acuerdo a distintos feeds.
En julio de 1999, Cartoon Network realizó la primera edición de Copa Toon (aquí llamado Copa Toon América), a la par de la Copa América de dicho año. Consistió en una competición ficticia de ocho equipos con personajes del canal, representados diariamente por dos series de 30 minutos, junto con maratones de entre dos y siete horas durante los últimos tres días. A lo largo del programa se contó con los periodistas deportivos Víctor Hugo Morales (feed latinoamericano) y Toño de Valdés (feed mexicano), quienes narraba los hechos más destacados de cada capítulo.

### Década del 2000
En el 1º de enero de 2000, se estrenó Cartoon Cartoons, el cual si bien fue promocionado como una marca a partir de abril de 1999, no tendría relevancia alguna en la programación hasta la maratón de dicha fecha, y el lanzamiento del bloque en fines de semana a partir del 7 de enero. El bloque consistía en dos horas de selecciones aleatorias de episodios de las series originales del canal, y emisiones especiales de cortos originales, con algunas de estas volviéndose en series más adelante, tales como Las Sombrías Aventuras de Billy y Mandy, y KND: Los chicos del barrio.
Ese mismo año, Cartoon Network realizó también la primera edición de Copa Toon presentada por el elenco de Fantasma del Espacio, cuya temática era entrevistar a varias personalidades del mundo del deporte y del fútbol, además de presentar un torneo ficticio entre los equipos de las series del canal.
En mayo de 2001, se agregó el formato de presentadores en Cartoon Cartoons, que si bien fueron exclusivos para las maratones de fin de semana, fueron incorporados de forma permanente al bloque entre agosto y octubre de dicho año. Y en julio, el bloque Boomerang se independiza de Cartoon Network (a su vez el bloque Cartoon-A-Doodle-Doo desaparece), convirtiéndose en un canal propio, habiéndose dedicado únicamente a la emisión de las caricaturas clásicas de Hanna-Barbera, porque ya no tenían espacio en la programación de su canal hermano mayor por la llegada de nuevas series.
Desde el 2002, Cartoon Network ha sido el líder de la televisión paga por sexto año consecutivo, con porcentajes de apoyo que son superiores a la de sus rivales como Nickelodeon y Fox Kids, y demás canales, además de quedar destacado en el ranking de las señales de TV paga y triunfar en el cuadro regional general. Esto no ha sido la única vez de dicho año que tuvo el mayor apoyo, ha estado lidiando durante casi toda una década como la de 2010.
El 2 de diciembre de 2002, se lanzó el bloque Toonami, el cual consiste de emitir series anime mayormente de acción como Dragon Ball, Pokémon, InuYasha, Los caballeros del Zodiaco, entre otros. Debido a su controversia sobre la violencia en el horario de la tarde, se trasladó al horario de la madrugada, primeramente en la señal de México en octubre de 2003, y luego en diciembre de 2004, ocurrió para las demás señales, exceptuando Brasil. Para ser la primera vez incorporado al canal, se mantuvo en emisión hasta el año 2007.
En febrero de 2003, se estrena el tercer bloque de películas en su momento, y el segundo para los sábados, Primera Fila.
En abril de 2003, realiza su gran festejo por sus 10 años de ofrecer contenido variado por la televisión. Este festejo consistió en maratones de series destacadas por 10 horas todos los domingos durante todo el mes. El día 30, el canal realizó una programación especial llamada "Del Yunque a la Sustancia X", que fue conducido por Pedro Picapiedra, y ningún personaje de series tanto de Cartoon Network como de su videoteca entonces emitida en Boomerang, ha estado fuera de la celebración del décimo aniversario.Ese mes, también se renovó el bloque ¡Qué historia tan maravillosa!, ahora rebautizado como El show de Cartoon Cartoons, e incluyendo ahora los cortos estrenados entre el año 2000 y marzo de 2003. En mayo, se estrenó el bloque Caleidoscopio, sirviendo como un sucesor espiritual del desaparecido Super Chunk.
En enero de 2005, Cartoon Network introdujo un nuevo logotipo junto con una nueva identidad visual conocida como la "Era CN City", con un nuevo eslogan Sabemos lo que te gusta. Esta Era trataba de llevar a personajes de todas las series originales CN, incluidos personajes de franquicias adquiridas como la de los Looney Tunes, Scooby Doo y Tom y Jerry, en una ciudad, y que esos personajes interactuaran. En esta época, Cartoon Network introdujo nueva programación conformada tanto por nuevas series originales como nuevas adquisiciones como Mansión Foster para amigos imaginarios, Hi Hi Puffy AmiYumi, Ben 10, Johnny Test, entre otros.
En octubre de 2005, el bloque Adult Swim fue estrenado en Latinoamérica luego de 4 años de ser estrenado en los Estados Unidos, enfocado a la audiencia adulta del canal con animaciones para mayores de 18 años. El bloque debutó dada la popularidad del programa Fantasma del Espacio de costa a costa, pero cuando Cartoon Network, tras haber presentado su nuevo contenido producido localmente, una nueva campaña con una nueva imagen y el rediseño completo de sus sitios electrónicos en marzo de 2008, el bloque Adult Swim fue retirado del canal supuestamente por las críticas hechas por los padres de familia, pero más que todo por la crítica de VTR dada antes de que se estrenara el bloque, considerando que dicho segmento con contenido adulto no debía ser emitido en un canal infantil, así que acordaron que el bloque iba a ser emitido a la madrugada.
En 2008, el canal celebró el décimo aniversario de Las Chicas Superpoderosas, con una revista especial de más de 80 páginas que cuenta con secciones, reportajes y variados temas. También se ha estrenado una adaptación al anime del trío de heroínas, titulada Las Chicas Superpoderosas Z, una serie alterna a la original, animada por Toei Company.
En cuanto a bloques, entre el 2007 a 2008, el canal estuvo retirando bloques como Hora Acme (aunque regresó temporalmente desde 2009 hasta 2012), Pequeño Mundo (retirado en marzo de 2006), Cartoon Cartoons (el formato original fue retirado en marzo de 2006, y con un relanzamiento en agosto de dicho año que duró hasta diciembre de 2007) y Teatro Cartoon (estos dos últimos fueron reemplazados por los extintos Cartoon Pop y Cinemanía, respectivamente). A finales de 2009, el bloque de películas pasó a llamarse Cine Cartoon y se estrenaron otros segmentos como Ja Ja Ja y Top Top Toons.

### Década de 2010
En mayo de 2010, el canal anunció el evento de CopaToon de 2010, con el propósito de incentivar a los niños de jugar al aire libre y participar en el torneo para todos los niños y padres por varias sorpresas. El evento tuvo lugar en tres ciudades de México, y la partida duró de mayo hasta finales de junio. Además, el anuncio del evento incluyó una portada en donde se da a conocer las mascotas llamadas "Toonix" (similares a los Noods de Estados Unidos, pero sus cabezas son cuadradas). Por supuesto, el canal también preparó una programación con respecto al deporte. Todo este evento fue originalmente por motivo de la auténtica Copa Mundial de Fútbol de 2010.
En agosto de 2010, las mascotas Toonix se hicieron presentes en el canal, ocurriendo así la transición a la "Era Toonix", y un cambio de logo el cual se volvió completamente blanco. En la gráfica, se utilizó pequeños anuncios y campañas promocionales similares a los usados por la Era Noods de Cartoon Network, junto con una serie de cortos para los Toonix.
En noviembre de 2010, se estrenó dos comedias que serían los primeros programas protagonizada por personas reales, que son El Chavo y El Chapulin Colorado. El apostar por programas de acción real había sido parte de las prioridades ejecutivas por la fama que recibían, pero a pesar de eso, hubo otra gran parte de la audiencia que se ha demostrado muy descontenta por esta idea. Mientras tanto, se estrenaron series animadas como Hora de aventura, Un show más, Generator Rex, El increíble mundo de Gumball, entre otras. El 6 de julio de 2011, la Era Toonix inició transmisiones en la relación de aspecto 16:9 (panorámica) con la serie Luz, Drama, Acción aunque solo fue experimental.[cita requerida]
Durante este período, se estrenaron los bloques Héroes, dirigidos a programación de series de acción; Tooncast All Stars, dirigido a emitir series animadas clásicas; y Girl Power, que emitía series dirigidas al público femenino. Además, se formó el programa Movimiento Cartoon, el cual promueve actividades productivas y el cuidado medioambiental. Hacia el año 2018, esos bloques fueron retirados o reemplazados, con excepción de Héroes (que salió del aire en abril de 2022).
A finales de 2011, se anunció un cambio completo de imagen que iba a llevar a cabo el 1 de enero de 2012, según lo que había dicho el comunicado, el cual habla sobre la alta definición, un nuevo logotipo, y una colección de comerciales coloridos que garantizaba una transición instantánea a la denominada "Era Check It", que en ese entonces estaba vigente por el resto del mundo. Sin embargo, ocurrió el día previsto y solamente se presentó el nuevo logotipo, ya que la Era Check It no se lanzaría hasta el 3 de septiembre de 2012, y aparte que el estilo de la gráfica se vería algo diferente a la señal estadounidense. En cuanto a la alta definición para América Latina que se ha hablado, aparentemente se iba a lanzar en marzo de 2012, pero esa operación no llegó a concretarse en ese momento, ya que su distribución aún seguía en negociaciones con otras operadoras de cable en la región.
Durante el año 2012, el canal ha formado un acuerdo con el conglomerado de medios mexicanos, Televisa, para una coproducción de acción real titulada La CQ. Se estuvo estrenando más series de acción real como Destruir, construir, destruir, Level Up y Señor Young, sin embargo, en 2014, toda la programación de ese tipo fue removida.
La cadena incorporó nuevos avisos del sistema de clasificación por edades, identificando el tipo de contenido y que tipo de televidentes pueden verlo. En abril de 2013, el canal inicia sus celebraciones de su vigésimo aniversario. Varios canales de la compañía Turner se unieron a celebrar como, Warner Channel, TruTV, I.Sat, Boomerang, TNT, TCM y Tooncast. Con ello, se emitieron los programas clásicos en horario diurno por ese mes. La celebración se volvió a dar en septiembre, por la celebración de los 21 años de la señal estadounidense, esta vez con la inclusión de Los Jóvenes Titanes en acción.
El 16 de enero de 2014, la señal Panregional reconstruye la programación en su totalidad, asemejándose a la señal de Argentina, para obtener una mejor alineación ante los espectadores. El 4 de agosto del mismo año, se inició la Era Check It 3.0 (conocido dentro de Latinoamérica como "Cartoon Network Renovado"), y finalmente hace la transición de la relación de aspecto 4:3 a 16:9. La señal en HD fue lanzada en México el 21 de noviembre de 2014, siendo Axtel la primera operadora de cable en adquirir la señal.
A partir del 2 de marzo de 2015, la señal de Argentina se independiza de la señal genérica, formando su propia programación, el cual afectó a varias series que estaban posicionadas. Además de ese hecho, el 1 de junio del mismo año, la señal genérica como tal, se dividió en 2 señales que se aplicó a los siguientes países: una que denomina el Atlántico Norte (conformado por países como Colombia, Venezuela, Centroamérica y Caribe), y otra que denomina el Pacífico (conformado por países como Chile, Ecuador, Perú y Bolivia). De esta manera, la señal Atlántico Sur (donde se ubica Argentina, Paraguay y Uruguay) pasa a ser gestionada de forma independiente. Estas ejecuciones estuvieron pensadas para ajustarse a los mercados de Colombia y de Chile. El 3 de agosto, se mostraron nuevos bumpers en el que aparecían niños imitando a sus personajes favoritos; a este suceso se le nombraba una subgráfica de la Era Check it 3.0 enumerada como 3.5. Para ello se lanzó la aplicación CN Blah!.
El 4 de enero de 2016, se refuerza la marca con una nueva identidad gráfica, la Era Check it 4.0, mezclada con spots de la Era Check it 3.0. Ese mismo año fue retirado el bloque Votatoon, el cual había cambiado a un sistema de votación en tiempo real en el año 2012.
El 2 de enero de 2017, Cartoon Network inicia la "Era Dimensional" con nuevas gráficas en las promos de los bloques Ja, ja, ja, Héroes y Cine Cartoon, con el estreno de nuevos bumpers y el estreno de Magiespadas y Justice League Action. El canal anunció el regreso de la serie Ben 10 como un reboot, la cual fue estrenada el 10 de abril. Se realizó un preestreno el 11 de marzo.
El canal cumplió su vigesimoquinto aniversario el 30 de abril de 2018, por lo cual se crea un bloque llamado Que no pare la fiesta para conmemorar los 25 años del canal, emitido únicamente en el mes de abril y septiembre. Pablo Zuccarino decidió responder algunas preguntas de los seguidores que sintonizan el canal, siendo la primera vez que un ejecutivo se ofrece a saber de lo que piensan sus seguidores sobre su trabajo. Adicionalmente, se ha creado el segmento especial, "Máquina del tiempo", que se emitió justo el 30 de abril, series originales y adquisiciones, desde la más actual, hasta la más antigua, literalmente.
La noche del 29 de abril de 2019, la página de Cartoon Network en varios países sufrió un ataque, modificando todo contenido en la plataforma del canal por vídeos de YouTube Kids y memes en idioma árabe. Horas después, el sitio web fue deshabilitado temporalmente, y volvió a la normalidad cuando se lanzó la nueva plataforma Cartoon Network App. Esto afectó también a páginas de canales hermanos como Warner Channel, TNT, TBS y TruTV, quienes deshabilitaron sus páginas al mismo tiempo que Cartoon Network.

### Década de 2020
El 9 de mayo de 2020, se relanzó su plataforma de streaming, la cual se bautizó como Cartoon Network App, unificando contenidos audiovisuales de Cartoon Network Ya y Cartoon Network Go.
El 31 de agosto de 2020, el bloque Toonami (llamado en realidad "Toonami Powered by Crunchyroll") regresó a la programación del canal. Aparte de regresar Dragon Ball Super y Capitán Tsubasa a la programación, los nuevos animes introducidos al retorno del bloque, fueron Mob Psycho 100, Dr. Stone y Radiant. Luego de 2 años de estar emitiendo el bloque, éste fue retirado de la programación el 31 de agosto de 2022.
El 23 de julio de 2021, Dragon Ball Super fue retirado de la programación del canal y paso a emitirse a través de Warner Channel en enero de 2022; esto debido a una denuncia de parte del Ministerio de las Mujeres, Géneros y Diversidad de la provincia de Buenos Aires redactada por Estela Díaz y enviada a la Defensoría del Público de la Nación, tratándose de una escena del capítulo 91 que fue interpretada como "violencia simbólica" o sexual. Esto generó una gran preocupación tanto al canal, como a la empresa matriz, WarnerMedia Latin America.
En octubre de 2021, Cartoon Network optó por retirar el anime Pokémon de su programación, despidiéndose de la TV con un episodio ordinario de Viajes Pokémon. Esto marcó un período de 22 años de transmisión de manera ininterrumpida. Su horario donde se encontraba por las mañanas, fue reemplazado por El mundo de Craig. Se ha anunciado que la temporada 24 de la franquicia será exclusiva de la plataforma de streaming Netflix, y cabe destacar que por ende, es la primera temporada que no será traída por el canal.
El 1 de abril de 2022, luego de 5 años, fue estrenada la "Era Redraw Your World" (en español Reimagina tu mundo), con nuevas gráficas, banners y bumpers, similares a las que fueron lanzadas en Estados Unidos a finales de 2021. Asimismo, tanto la transmisión de cortos de la programación en vivo en YouTube, como la aplicación, fueron renovados con nuevos aspectos gráficos de la mencionada Era.
El 7 de noviembre de 2023, el canal renovó su imagen con nuevas gráficas y bumpers más minimalistas, la cual fue llamada "Era Pastel". El diseño incluye colores distintos que los ya acostumbrados colores del canal desde la era Check It, el cual son algo semejantes a los comerciales de Cartoonito.
El 13 de diciembre de 2023, luego de 3 años de operación, se anunció que la aplicación Cartoon Network App, que antes funcionaba como plataforma de streaming, sería descontinuada el 31 de diciembre de 2023, con el fin de que los contenidos del canal, así como de Cartoonito y Discovery Kids, sean trasladados a HBO Max (ahora Max).
El 24 de junio de 2024, Warner Bros. Discovery cerró la página web de Cartoon Network Latinoamérica después de más de 25 años de funcionamiento, redirigiendo a la página de Max. Lo mismo sucedió con las páginas web de los canales hermanos de Cartoon Network, como Cartoonito y Discovery Kids.
A partir del 1 de julio de 2025, las señales de Cartoon Network correspondientes a Argentina, Panregional 1 (con base en Colombia) y Panregional 2 (con base en Chile) fueron unificadas en una única señal panregional, con horario de referencia correspondiente al huso horario de Colombia (GMT-5). Con esta reestructuración, únicamente México y Brasil conservaron sus señales propias e independientes, reduciendo el número total de feeds del canal en América Latina de cinco a tres.
El 7 de julio de 2025, la franquicia Dragon Ball regresa a la programación de Cartoon Network Latinoamérica con el estreno de Dragon Ball Daima, la más reciente serie inspirada en la obra de Akira Toriyama. Este regreso marcó el retorno de la franquicia al canal tras su retiro en 2021, luego de que la emisión de Dragon Ball Super fuera objeto de una denuncia por parte del Ministerio de las Mujeres, Políticas de Género y Diversidad Sexual de la provincia de Buenos Aires. Si bien Dragon Ball Daima ya había sido emitida previamente por el canal hermano Adult Swim, dicha señal cesó la transmisión de la serie antes de su estreno en Cartoon Network.

## Señal en alta definición
Cartoon Network HD es el nombre que se le da a las señales en alta definición de Cartoon Network para Latinoamérica, lanzado en marzo de 2013 para toda la región, inicialmente como un único canal. En un principio, ésta señal no emitía la misma programación de manera simultánea con el resto de señales localizadas. Empezó a ser distribuido en Brasil desde 2013 (como un canal HD autónomo específico para ese país), en México desde el 21 de noviembre de 2014, en Chile desde el 23 de febrero de 2015, en Perú desde el 1 de junio de 2015, en Colombia desde el 15 de julio de 2015, en Argentina desde mediados de 2015 y en Costa Rica desde el 1 de julio de 2016. A partir de la creación de las señales Atlántico Norte y Pacífico tras la partición de la señal panregional de Cartoon Network, la cadena lanzó tres señales HD adicionales que emitirían en vivo la programación de las señales en resolución estándar. Así, actualmente, cada una de las tres señales latinoamericanas de Cartoon Network (México, Panregional y Brasil) posee sus propias versiones en HD según su grilla de programación.